# Coppa Italia di pallacanestro maschile 1985
La Coppa Italia 1984-1985 è stata la nona edizione della competizione di pallacanestro maschile.

## Gironi eliminatori
9, 16, 19, 23 settembre, 3 e 10 ottobre 1984

## Girone 1
- Basket Brescia-Reyer Venezia 80-86
- Basket Brescia-Pepper Mestre 79-87
- Basket Brescia-Spondilatte Cremona 90-77
- Reyer Venezia-Basket Brescia 118-115
- Reyer Venezia-Pepper Mestre 74-77
- Reyer Venezia-Spondilatte Cremona 84-88
- Pepper Mestre-Basket Brescia 68-83
- Pepper Mestre-Reyer Venezia 70-85
- Pepper Mestre-Spondilatte Cremona 75-84
- Spondilatte Cremona-Basket Brescia 83-93
- Spondilatte Cremona-Reyer Venezia 70-85
- Spondilatte Cremona-Pepper Mestre 92-72

Classifica:
Spondilatte Cremona 8 Basket Brescia 6 Reyer Venezia 6 Pepper Mestre 4

## Girone 2
- Australian Udine-Stefanel Trieste 91-88
- Australian Udine-Segafredo Gorizia 92-102
- Australian Udine-Benetton Treviso 94-87
- Stefanel Trieste-Australian Udine 85-78
- Stefanel Trieste-Segafredo Gorizia 83-78
- Stefanel Trieste-Benetton Treviso 70-76
- Segafredo Gorizia-Australian Udine 86-101
- Segafredo Gorizia-Stefanel Trieste 87-94
- Segafredo Gorizia-Benetton Treviso 71-93
- Benetton Treviso-Australian Udine 105-91
- Benetton Treviso-Stefanel Trieste 67-78
- Benetton Treviso-Segafredo Gorizia 61-100

Classifica:
Stefanel Trieste 8 Benetton Treviso 8 Segafredo Gorizia 4 Australian Udine 4

## Girone 3
- Cantine Riunite Reggio Emilia-O.T.C. Livorno 85-96
- Cantine Riunite Reggio Emilia-Yoga Bologna 96-68
- Cantine Riunite Reggio Emilia-Succhi G Ferrara 80-90
- O.T.C. Livorno-Cantine Riunite Reggio Emilia 74-102
- O.T.C. Livorno-Yoga Bologna 80-79
- O.T.C. Livorno-Succhi G Ferrara 101-92
- Yoga Bologna-Cantine Riunite Reggio Emilia 86-71
- Yoga Bologna-O.T.C. Livorno 97-89
- Yoga Bologna-Succhi G Ferrara 112-95
- Succhi G Ferrara-Cantine Riunite Reggio Emilia 97-90
- Succhi G Ferrara-O.T.C. Livorno 86-81
- Succhi G Ferrara-Yoga Bologna 97-100

Classifica:
Yoga Bologna 8 O.T.C. Livorno 6 Succhi G Ferrara 6 Cantine Riunite Reggio Emilia 4

## Girone 4
- Marr Rimini-Scavolini Pesaro 91-92
- Marr Rimini-Latini Forlì 91-82
- Marr Rimini-Cida Porto San Giorgio 88-80
- Scavolini Pesaro-Marr Rimini 98-68
- Scavolini Pesaro-Latini Forlì 73-91
- Scavolini Pesaro-Cida Porto San Giorgio 103-88
- Latini Forlì-Marr Rimini 66-73
- Latini Forlì-Scavolini Pesaro 99-91
- Latini Forlì-Cida Porto San Giorgio 85-78
- Cida Porto San Giorgio-Marr Rimini 75-80
- Cida Porto San Giorgio-Scavolini Pesaro 66-77
- Cida Porto San Giorgio-Latini Forlì 72-67

Classifica:
Scavolini Pesaro 8 Marr Rimini 8 Latini Forlì 6 Cida Porto San Giorgio 2

## Girone 5
- Honky Fabriano-Mister Day Siena 88-82
- Honky Fabriano-Italcable Perugia 99-88
- Honky Fabriano-AMG Sebastiani Basket Rieti 95-83
- Mister Day Siena-Honky Fabriano 85-94
- Mister Day Siena-Italcable Perugia 106-96
- Mister Day Siena-AMG Sebastiani Basket Rieti 92-93
- Italcable Perugia-Honky Fabriano 108-93
- Italcable Perugia-Mister Day Siena 131-125
- Italcable Perugia-AMG Sebastiani Basket Rieti 90-96
- AMG Sebastiani Basket Rieti-Honky Fabriano 78-77
- AMG Sebastiani Basket Rieti-Mister Day Siena 83-87
- AMG Sebastiani Basket Rieti-Italcable Perugia 117-109

Classifica:
Honky Fabriano 8 AMG Sebastiani Basket Rieti 8 Italcable Perugia 4 Mister Day Siena 4

## Girone 6
- Napoli Basket-Landsystem Brindisi 103-107
- Napoli Basket-Viola Reggio Calabria 104-99
- Napoli Basket-Montesacro Roma 92-83
- Landsystem Brindisi-Napoli Basket 86-78
- Landsystem Brindisi-Viola Reggio Calabria 83-78
- Landsystem Brindisi-Montesacro Roma 101-85
- Viola Reggio Calabria-Napoli Basket 75-90
- Viola Reggio Calabria-Landsystem Brindisi 93-84
- Viola Reggio Calabria-Montesacro Roma 95-93
- Montesacro Roma-Napoli Basket 87-96
- Montesacro Roma-Landsystem Brindisi 106-99
- Montesacro Roma-Viola Reggio Calabria 71-86

Classifica:
Landsystem Brindisi 8 Napoli Basket 8 Viola Reggio Calabria 6 Montesacro Roma 2

## Ottavi di finale
18 e 25 ottobre 1984
- Mulat Napoli-Granarolo Bologna 100-85 / 86-110
- Stefanel Trieste-Berloni Torino 84-97 / 87-84
- Scavolini Pesaro-Jollycolombani Cantù 107-120 / 113-91
- Honky Fabriano-Simac Milano 92-99 / 80-109
- Landsystem Brindisi-Banco Roma 73-74 / 97-116
- Spondilatte Cremona-Birraperoni Livorno 87-98 / 86-99
- Yoga Bologna-Ciaocrem Varese 111-128 / 78-80
- American Eagle Rieti-Indesit Caserta 88-88 / 98-93

## Quarti di finale
27 dicembre 1984 e 3 gennaio 1985
- Granarolo Bologna-Berloni Torino 92-100 / 97-94
- Scavolini Pesaro-Simac Milano 120-97 / 81-100
- Banco Roma-Birraperoni Livorno 104-102 / 76-85
- Ciaocrem Varese-American Eagle Rieti 104-73 / 108-106

## Semifinali
20 febbraio e 7 marzo 1985
- Scavolini Pesaro-Berloni Torino 119-78 / 82-114
- Birraperoni Livorno-Ciaocrem Varese 85-89 / 70-98

## Finale
6 maggio a Varese e 8 maggio 1985 a Pesaro
- Ciaocrem Varese-Scavolini Pesaro 91-77
- Scavolini Pesaro-Ciaocrem Varese 109-93

## Verdetti
- Vincitore della Coppa Italia:  Scavolini Pesaro
- Formazione (andata): Andrea Gracis, Walter Magnifico, Zam Fredrick, Darren Tillis, Domenico Zampolini, Ario Costa, Matteo Minelli, Alessandro Berti, Gianluca Del Monte, Giorgio Dimatore. Allenatore: Giancarlo Sacco.
- Formazione (ritorno): Mike Sylvester, Zam Fredrick, Darren Tillis, Walter Magnifico, Domenico Zampolini, Ario Costa, Andrea Gracis, Gianluca Del Monte, Matteo Minelli, Giorgio Dimatore. Allenatore: Giancarlo Sacco.